# Darney-aux-Chênes
Darney-aux-Chênes é uma comuna francesa na região administrativa de Grande Leste, no departamento de Vosges. Estende-se por uma área de 2,44 km². Em 2010 a comuna tinha 65 habitantes (densidade: 26,6 hab./km²).